# Japanska konstutställningen
Japanska konstutställningen var en utställning som arrangerades av Konsthantverkarnes Gille i Stockholm på senvintern 1911. 

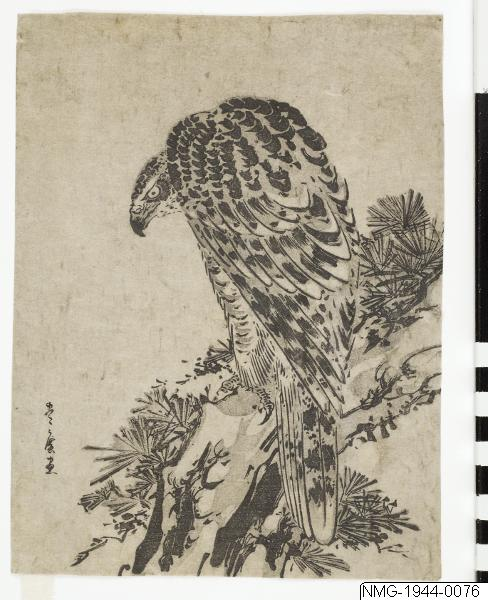
Örn sittande på en tallgren, ett träsnitt av den japanske konstnären Utagawa Toyohiro (1773–1828), fanns med på Japanska konstutställningen i Stockholm 1911.

Utställningens främsta förebild var den japanska konstutställningen i London 1910, och på Konstakademien fylldes tre salar av omkring 2000 föremål inlånade från olika håll. Ansvariga för kureringen var en särskild kommitté med professor Oscar Björck i spetsen. Etnografiska avdelningen vid Naturhistoriska riksmuseet lånade ut ett sextiotal föremål, men omkring 40 privata samlare bidrog också. Bland dem kan nämnas den japanske samlaren Yojiro Kuwabara och i Sverige kungahuset och upptäcktsresanden Didrik Bildt. I utställningen visades bronser i olika storlekar, keramik, lackarbeten, rustningar och vapen, bland annat tsuba. Där fanns också träskulptur, ett hundratal ukiyo-e-målningar och polykroma träsnitt (Hishikawa Moronobu, Suzuki Harunobu, Utamaro, Toshusai Sharaku).
Kuwabara besökte Sverige i samband med utställningen och höll föredrag om japansk konst på Antropologiska sällskapets januarisammanträde 1911. Erik Wettergren, då amanuens vid Nationalmuseum, skrev en katalog till utställningen som bland annat gav en översiktlig introduktion till de japanska konstarterna och presenterade en del andra kulturförhållanden som då var obekanta för de flesta svenskar.